# بيتر بايليش
بيتر بايليش (بالإنجليزية: Petyr Baelish) الملقب بالأصبع الصغير أو (بالإنجليزية: Littlefinger)، هو شخصية خيالية ابتدعها الكاتب الأمريكي جورج ر. ر. مارتن. وهو شخصية بارزة في سلسلة روايات أغنية الجليد والنار والمسلسل التلفزيوني ذائع الصيت صراع العروش، قام بتمثيل الدور آيدن جيلن. في وليمة للغربان وهي الجزء الرابع من الروايات تبين في عدة نقاط أن بيتر بايليش كان طرفا رئيسيا في مؤامرات كبرى، بما في ذلك توريط تيريون لانستر في محاولة اغتيال بران ستارك، واغتيال نيد ستارك، ووفاة جون آرين والملك جوفري براثيون، وحرب الخمسة الملوك.
<